# Dugdamme
Dugdamme (altgriechisch Λύγδαμις Lýgdamis) war ein König der Kimmerier, der um die Mitte des 7. Jahrhunderts v. Chr. in Kleinasien und Assyrien einfiel. Er ist identisch mit dem bei Herodot, Strabon und anderen griechischen Autoren genannten Lygdamis.
Um 650 v. Chr. fielen die Kimmerier zusammen mit Trerern in Kleinasien ein und griffen das Reich der Lyder an, weshalb der lydische König Gyges, in assyrischen Urkunden Guggu von Luddu genannt, den assyrischen König Assurbanipal um Hilfe bat. Nach dem Tod von Gyges und der Eroberung der lydischen Hauptstadt Sardis bedrohten die Kimmerier die griechischen Städte an der Küste sowie das Artemision zu Ephesos. 
Dugdamme verbündete sich mit dem König von Tabal gegen den assyrischen König Assurbanipal, doch hielt dieses Bündnis nur kurz. Als Dugdamme in Assyrien einmarschierte, wurde er krank und starb um 640 v. Chr. Sein Sohn Sandakurru (oder Sandakšatru) wurde bald danach von den Assyrern besiegt.